# Rivière-Pilote

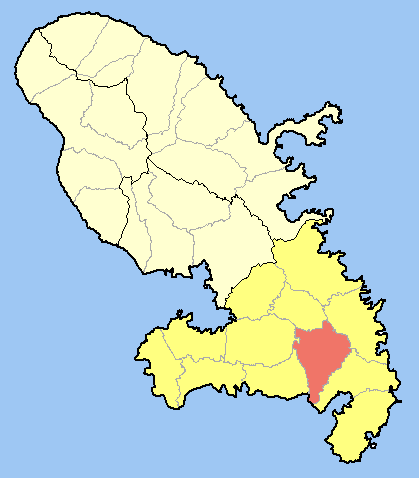
Situació de Rivière-Pilote

Rivière-Pilote és una comuna francesa, situada a la regió de Martinica. El 2009 tenia 13.723 habitants. Es troba al sud de l'illa, a 21 km de la capital Fort-de-France i a 8 de Le Marin. Limita amb Rivière-Salée, Sainte-Luce, Le Marin i Le Vauclin. Es troba a la vall del riu Pilote, a 2 km de la seva desembocadura a l'Anse Figuier. Rep el nom de Pilote, un amerindi que va ajudar els colons en el segle xvii.

## Administració
| Període   | Identitat            | Partit |
| --------- | -------------------- | ------ |
| 1971-2000 | Alfred-Marie Jeanne  | MIM    |
| 2004-     | Lucien Thomas Adenet | MIM    |

## Economia
Hi destaca la producció de canya de sucre i de rom.

## Història
Els seus primers habitants van ser arawaks, desplaçats pels kali'na. En 1635 van arribar els primers colons, i trenta anys més tard els jesuïtes. En 1693 els anglesos assolaren la regió. En 1705 la localitat es va convertir en una parròquia independent. La comuna va ser creada en 1837.